# Звёздный (Чукотский автономный округ)
Звёздный — бывший посёлок, посёлок-призрак, Иультинского района Чукотского АО; ранее — Шмидтовского (Мыс-Шмидтовского) района Магаданской области. Покинут в 1980-х годах. Расположен на юге острова Врангеля, на коренном берегу бухты Сомнительной, Чукотское море.

## Предыстория
Существование большой «земли» в восточном секторе Арктики предсказывал ещё М. В. Ломоносов, обозначая на карте, севернее Чукотки, остров «Сомнительный». Впоследствии эта земля была найдена и названа именем российского мореплавателя, и полярного исследователя Ф. П. Врангеля. Одна же из бухт «земли» получила название «Сомнительная».

## История
В августе 1926 года переселенцы под руководством Г. А. Ушакова высадились на территории бухты Роджерса и основали первое постоянное поселение на острове — Ушаковское. Однако из-за достаточно большого количества переселенцев, было принято решение расселиться по острову, и в том же году часть семей эскимосов и чукчей обосновалось у бухты Сомнительной, в 30 км к западу от Ушаковского.
Постоянное поселение под названием Звёздный возникает в этом месте в 1960-х годах в связи со строительством военных объектов: грунтового запасного аэродрома военной авиации, казармы и радиолокационной станции на мысе Гавайи. Островной аэропорт обслуживала метеостанция «Бухта Сомнительная». Вся почта для острова Врангеля поступала через Звёздный, где действовало отделение связи «Остров Врангеля» и была оборудована вертолётная площадка, принимавшая грузы из посёлка Мыс Шмидта. Однако после 1966 года вертолётная площадка и отделение связи были перенесены в Ушаковское.
Через Звёздный проходила грунтовая дорога из Ушаковского до посёлка Перкаткун.
В 1970-х годах военный объект закрывают и, как указывают официальные документы, в 1980-х посёлок окончательно опустел. На самом деле, здесь оставалась жить семья чукчи Ульвелькота (он и его жена Клюк), и несколько сотрудников заповедника «Остров Врангеля», так как в бухте располагался кордон западного лесничества. Например, в 1978—1981 годах здесь постоянно жили: В. Гаев, В. Придатко (Долин), Ю. Кривецкий с женой и ребёнком; сотрудник Провиденской гидробазы — Ф. Зелинский. Пока был жив Ульвелькот, каждую осень из бухты Сомнительной выходил в море вельбот для охоты на моржей. В летнее время в бухте всегда останавливались на отдых экспедиции, следовавшие в западную часть острова — на Нижнюю Гусиную, озеро Кмо, мыс Блоссом. В конце 1980-х здесь восстанавливают взлётно-посадочную полосу и авиазаправку, и какое-то время она принимает самолёты класса Ан-24.
В бухте Сомнительной находится могила геолога И. Н. Евстифеева, погибшего 11 августа 1952 года. На сопке, над перевалом Сомнительный похоронен охотник Ульвелькот.
Известны произведения живописи, созданные в бывшем посёлке Звёздный, в бухте Сомнительной, а также стихи и авторские песни.

## В художественной литературе
- Гербачевский В. П. Начальник острова Врангеля: Повесть. — М, 1982.